# 生路
《生路》（英語：To the Lake，直译：「Epidemic」），是一部俄羅斯後末日驚悚電視劇。本劇改編自俄羅斯女作家雅娜·瓦格納於2011年發行的懸疑恐怖題材小說作品《維戈澤羅湖》（Vongozero）。由帕維爾·科斯托馬羅夫和狄米崔·德林執導，並由克里爾·卡洛、維多莉亞·伊莎可娃和亞歷山大·洛巴克等人領銜主演。第一季於2019年11月14日在Premier首播。隨後，Netflix收購了該劇並於2020年10月8日在全球上映。

## 劇情
莫斯科出現了一種傳染性極強的病毒，受到感染的人會開始劇烈咳嗽、發燒以及虹膜變色，最後在短短幾天內死去。政府下令封鎖了莫斯科的每一個出入口，不許人民進入該城市。那些在城裡尚未被感染的人民都必須為了糧食和生存而拼命奮鬥。
為了逃離這座城市，瑟吉、安娜和他的鄰居阿里一家人，準備前往鮑里斯在一千多公里遠的卡累利阿的船屋避難。在逃難的路途中，所有人必須團結起來，因為他們將遇到各種前所未有的挑戰，同時還要克服家庭之間的紛爭。

## 演員及角色
- 克里爾·卡洛（英语：Kirill Käro） 飾演 瑟吉（Sergey）
- 維多莉亞·伊莎可娃（英语：Viktoriya Isakova） 飾演 安娜（Anna），瑟吉的現任妻子，米沙的母親。
- 亞歷山大·洛巴克（英语：Aleksandr Robak） 飾演 里歐尼（Lyonya），瑟吉的鄰居。
- 娜塔莉亞·森特索瓦（Natalya Zemtsova）飾演 瑪琳娜（Marina），里歐尼的妻子。
- 瑪莉亞娜·史畢娃（英语：Maryana Spivak） 飾演 伊蓮娜（Irina），瑟吉的前妻，安托的母親。
- 尤里·庫茲尼索夫（英语：Yury Kuznetsov (actor)） 飾演 鮑里斯·米哈洛維奇（Boris Mikhailovich），瑟吉的父親。
- 艾爾達·卡利穆林（Eldar Kalimulin）飾演 米沙（Misha），安娜的兒子，瑟吉的繼子，患有自閉症。
- 維克多莉亞·阿加拉科娃（英语：Viktoriya Agalakova） 飾演 寶莉娜（Polina），里歐尼的女兒。
- 薩維利·庫德里亞索夫（Saveliy Kudryashov）飾演 安托（Anton），瑟吉和伊蓮娜的兒子。
- 亞歷山大·亞森柯（英语：Aleksandr Yatsenko） 飾演 帕維爾（Pavel），一名醫生。

## 集數

### 影集概覽
| 季數 | 集数 | 集数 | 上線日期       | 上線日期       |
| ---- | ---- | ---- | -------------- | -------------- |
| 1    | 8    | 8    | 2019年11月14日 | 2019年11月14日 |
| 2    | 8    | 8    | 2022年4月21日  | 2022年4月21日  |

### 第1季（2019年）
| 總集數 | 集數 （季） | 標題  | 導演                                     | 編劇                                                | 上線日期       |
| ------ | ----------- | ----- | ---------------------------------------- | --------------------------------------------------- | -------------- |
| 1      | 1           | 第1集 | 帕維爾·科斯托馬羅夫 （Pavel Kostomarov） | 羅曼·坎托爾（Roman Kantor）                         | 2019年11月14日 |
| 2      | 2           | 第2集 | 帕維爾·科斯托馬羅夫                      | 羅曼·坎托爾                                         | 2019年11月21日 |
| 3      | 3           | 第3集 | 帕維爾·科斯托馬羅夫                      | 羅曼·坎托爾、阿列克謝·卡勞洛夫 （Aleksey Karaulov） | 2019年11月28日 |
| 4      | 4           | 第4集 | 帕維爾·科斯托馬羅夫                      | 羅曼·坎托爾、阿列克謝·卡勞洛夫                      | 2019年12月5日  |
| 5      | 5           | 第5集 | 帕維爾·科斯托馬羅夫                      | 羅曼·坎托爾、阿列克謝·卡勞洛夫                      | 2019年12月12日 |
| 6      | 6           | 第6集 | 帕維爾·科斯托馬羅夫                      | 羅曼·坎托爾、阿列克謝·卡勞洛夫                      | 2019年12月20日 |
| 7      | 7           | 第7集 | 帕維爾·科斯托馬羅夫                      | 羅曼·坎托爾、阿列克謝·卡勞洛夫                      | 2019年12月27日 |
| 8      | 8           | 第8集 | 帕維爾·科斯托馬羅夫                      | 羅曼·坎托爾                                         | 2020年1月3日   |

### 第2季（2022年）
| 總集數 | 集數 （季） | 標題   | 導演                           | 編劇                                                                    | 上線日期      |
| ------ | ----------- | ------ | ------------------------------ | ----------------------------------------------------------------------- | ------------- |
| 9      | 1           | 第9集  | 狄米崔·德林 （Dmitriy Tyurin） | 羅曼·坎托爾、瑞克·布林（Rikke Brin） 和安德烈·伊萬諾夫（Andrey Ivanov） | 2022年4月21日 |
| 10     | 2           | 第10集 | 狄米崔·德林                    | 羅曼·坎托爾、瑞克·布林和安德烈·伊萬諾夫                                 | 2022年4月21日 |
| 11     | 3           | 第11集 | 狄米崔·德林                    | 羅曼·坎托爾、瑞克·布林和安德烈·伊萬諾夫                                 | 2022年4月28日 |
| 12     | 4           | 第12集 | 狄米崔·德林                    | 羅曼·坎托爾、瑞克·布林和安德烈·伊萬諾夫                                 | 2022年5月5日  |
| 13     | 5           | 第13集 | 狄米崔·德林                    | 羅曼·坎托爾、瑞克·布林和安德烈·伊萬諾夫                                 | 2022年5月12日 |
| 14     | 6           | 第14集 | 狄米崔·德林                    | 羅曼·坎托爾、瑞克·布林和安德烈·伊萬諾夫                                 | 2022年5月19日 |
| 15     | 7           | 第15集 | 狄米崔·德林                    | 羅曼·坎托爾、瑞克·布林和安德烈·伊萬諾夫                                 | 2022年5月26日 |
| 16     | 8           | 第16集 | 狄米崔·德林                    | 羅曼·坎托爾、瑞克·布林和安德烈·伊萬諾夫                                 | 2022年6月2日  |

## 製作
主體拍攝於2018年開始進行。拍攝地點在莫斯科州周圍地區，還有阿爾漢格爾斯克州奧涅加區的一個叫Malozhma的小鎮。劇中的維戈澤羅湖（Vongozero）是以阿爾漢格爾斯克州西南部的奧涅加灣作為拍攝背景。
根據工商日報報導，《生路》首季在俄羅斯上映後，Netflix以150萬美元的價格買下了該劇的版權。
第二季由狄米崔·德林（Dmitriy Tyurin）執導，主體拍攝於2021年4月開始，並於同年9月上旬結束。2020年10月，該劇的製片人葉夫根尼·尼基肖夫（Yevgeny Nikishov）宣布第二季的劇情將不會取材於原著小說的續集。第二季第一集於2022年4月21日在Premier發行。

## 大眾迴響
根据評論匯總网站爛番茄汇总的6篇评论文章，100%的评论家给予该作正面评价，使之獲得「認證新鮮」標識，平均打分为8分（满分10分）。根據175則觀眾評論，《生路》獲得4.1星（滿分為5星）的好評。
由於《生路》第一季的首播日期幾乎與嚴重特殊傳染性肺炎疫情同時進行，幾則觀眾評論提到該劇的情節會讓人難免不去聯想到目前仍在進行的疫情，例如「有那種感覺就像現實生活一樣。」、「非常適合我們目前的生活，讓你在應對致命的流行病期間真正思考一切。」以及「《生路》模仿了我們的政府和人民對於我們目前所處的疫情的真實反應。」

## 獎項與提名
| 年份 | 大獎                                               | 獎項                   | 入圍者                 | 結果 | Ref.   |
| ---- | -------------------------------------------------- | ---------------------- | ---------------------- | ---- | ------ |
| 2019 | 坎城國際電視節 2019 Canneseries                    | 最佳電視劇 Best Series | 最佳電視劇 Best Series | 提名 | [ 15 ] |
| 2019 | 莫斯科影展 41st Moscow International Film Festival | 最佳電影 Best Film     | 最佳電影 Best Film     | 提名 | [ 16 ] |

## 外部連結
- 在Netflix上觀看《生路》
- 互联网电影数据库（IMDb）上《生路》的资料（英文）
- 爛番茄上《生路》的資料（英文）
- 豆瓣电影上《生路》的資料 （简体中文）